# Rasvena terna
Rasvena terna är en bäcksländeart som först beskrevs av Theodore Henry Frison 1942.  Rasvena terna ingår i släktet Rasvena och familjen blekbäcksländor. Inga underarter finns listade i Catalogue of Life.